# Этнографический музей Черногории
Этнографи́ческий музе́й Черного́рии (черног. Etnografski muzej Crne Gore) — музей черногорской этнографии в Цетине. Основан в 1951 году, является частью Национального музея Черногории. С 2002 года расположен в бывшем здании дипломатической миссии Сербии в Цетине на Дворцовой площади (черног. Dvorski trg).
Общий фонд Этнографического музея насчитывает более 4400 единиц хранения, которые делятся на различные коллекции: национальные костюмы, оружие, ювелирные украшения, мебель и утварь, текстиль, сумки, табакокурение, детские игрушки, музыкальные инструменты, художественная коллекция и коллекция предметов, связанных с верой.

## История
Этнографический музей Черногории был основан в Цетине в 1951 году. В 1964 году он был включён в Черногорский национальный музей комплекс, который в 1979 году был переименован в Национальный музей Черногории. Изначально музей располагался вместе с двумя другими музеями — Негоша и Народно-освободительной войны — в здании Бильярда, позднее разрушенного во время землетрясения в 1979 году. После этого экспонаты музея были перенесены во «Владин дом», где они оставались на хранении многие годы, пока у музея не было собственной экспозиционной площади.
В 1987 году муниципалитет Цетине передал в ведение Национального музея Черногории бывшее здание посольства Сербии в Черногории. К 2002 году оно было приспособлено для размещения в нем Этнографического музея, а в 2018 году была открыта первая постоянная выставка музея, в которой представлено более 400 экспонатов.